# Mazlum Abdi
Mazlum Abdi, właśc. Ferhat Abdi Şahin (kurd. Ferhad Ebdî Şahîn, arab. ‏فرهاد عبدي شاهين‎; ur. 1967 w Kobanê) – kurdyjski wojskowy, Naczelny Dowódca (kurd. Fermandarê Giştî) Syryjskich Sił Demokratycznych (SDF).

## Życiorys
Według tureckich źródeł ukończył studia na kierunku inżynierii budownictwa na Uniwersytecie w Aleppo. W 1990 wstąpił do Partii Pracujących Kurdystanu (PKK) w Syrii i był pięciokrotnie więziony przez władze syryjskie. W trakcie działalności w PKK w Syrii stał się bliskim współpracownikiem i osobistym przyjacielem lidera PKK, Abdullaha Öcalana. 
W 1996 Mazlum Abdi prowadził działalność bojową na terenach wiejskich w okolicy Şemdinli w Turcji. W 1997 przeniósł się do Europy, gdzie do 2003 angażował się w działalność polityczną na rzecz Kurdów. Następnie udał się do Iraku, gdzie według doniesień uczestniczył w operacjach wojskowych. Źródła tureckie twierdzą, że w 2005 pełnił funkcję członka naczelnego dowództwa PKK. W latach 2009–2011/2012 był członkiem zarządu operacji specjalnych Ludowych Sił Obrony (HPG). W 2011/2012 został wysłany do Syrii przez PKK, aby zorganizować działania Powszechnych Jednostek Ochrony (YPG) w regionach Syrii zamieszkanych przez Kurdów, w związku z eskalacją wojny domowej.
W sierpniu 2014 dowodził negocjacjami YPG w As-Sulajmanijja z przedstawicielami Iranu i Stanów Zjednoczonych, mającymi na celu utworzenie skutecznego sojuszu przeciwko Państwu Islamskiemu (ISIS). Negocjacje zakończyły się uzgodnieniem współpracy z USA. Abdi odegrał kluczową rolę jako dowódca w obronie Kobanê podczas oblężenia miasta (październik 2014 – styczeń 2015), odmawiając wycofania się mimo rekomendacji ze strony USA. Gdy dom jego rodziny został po raz trzeci zajęty przez ISIS w trakcie walk ulicznych, a w związku z intensyfikacją współpracy z siłami USAF, poprosił o przeprowadzenie nalotu na własną posesję. Jako dowódca Syryjskich Sił Demokratycznych (SDF), Abdi dowodzi obecnie ponad 100 000 żołnierzy.